# McHenry (Kentucky)
McHenry es una ciudad ubicada en el condado de Ohio en el estado estadounidense de Kentucky. En el Censo de 2010 tenía una población de 388 habitantes y una densidad poblacional de 230,47 personas por km².

## Geografía
McHenry se encuentra ubicada en las coordenadas 37°22′43″N 86°55′21″O / 37.37861, -86.92250. Según la Oficina del Censo de los Estados Unidos, McHenry tiene una superficie total de 1.68 km², de la cual 1.68 km² corresponden a tierra firme y (0.46%) 0.01 km² es agua.

## Demografía
Según el censo de 2010, había 388 personas residiendo en McHenry. La densidad de población era de 230,47 hab./km². De los 388 habitantes, McHenry estaba compuesto por el 97.16% blancos, el 0.26% eran afroamericanos, el 0% eran amerindios, el 0.26% eran asiáticos, el 0% eran isleños del Pacífico, el 1.03% eran de otras razas y el 1.29% pertenecían a dos o más razas. Del total de la población el 2.58% eran hispanos o latinos de cualquier raza.